# Portugália a 2010. évi nyári ifjúsági olimpiai játékokon
Portugália a Szingapúrban megrendezett 2010. évi nyári ifjúsági olimpiai játékok egyik részt vevő nemzete volt. Sportolói 10 sportágban vettek részt: asztalitenisz, atlétika, evezés, kajak-kenu, kerékpározás, taekwondo, torna, triatlon, úszás, vitorlázás.

## Érmesek
- Az alábbi táblázatban dőlt betűvel vannak feltüntetve azok az érmesek, akik nemzetek vegyes csapatának tagjaként szerezték az adott érmet.

| Érem  | Versenyző        | Sportág   | Versenyszám              | Dátum         |
| ----- | ---------------- | --------- | ------------------------ | ------------- |
| Arany | Miguel Fernandes | Triatlon  | Vegyes csapat (Európa 1) | augusztus 19. |
| Ezüst | Mário Silva      | Taekwondo | Fiú, 63 kg               | augusztus 17. |
| Bronz | Ana Rodrigues    | Úszás     | Lány, 50 m mellúszás     | augusztus 16. |

## Asztalitenisz
Lány
| Versenyző  | Versenyszám | 1. forduló | 1. forduló | 2. forduló | 2. forduló | Negyeddöntő       | Elődöntő          | Bronzmérkőzés     | Döntő             | Helyezés |
| Versenyző  | Versenyszám | Csoportmérkőzések | Hely.      | Csoportmérkőzések | Hely.      | Negyeddöntő       | Elődöntő          | Bronzmérkőzés     | Döntő             | Helyezés |
| Versenyző  | Versenyszám | Ellenfél Eredmény | Hely.      | Ellenfél Eredmény | Hely.      | Ellenfél Eredmény | Ellenfél Eredmény | Ellenfél Eredmény | Ellenfél Eredmény | Helyezés |
| ---------- | ----------- | --- | ---------- | --- | ---------- | ----------------- | ----------------- | ----------------- | ----------------- | -------- |
| Maria Xiao | Egyes       | Islem Laid (ALG) · 11-5, 11-7, 11-7 Suthasini Sawettabut (THA) · 8-11, 11-8, 6-11, 15-13, 10-12 Nagyváradi Mercédesz (HUN) · 16-14, 11-6, 11-8 | 2. Q       | Song I Kim (PRK) · 11-7, 1-11, 9-11, 11-13 Bernadette Szőcs (ROU) · 11-8, 11-8, 11-8 Ka Yee Ng (HKG) · 13-15, 11-7, 11-3, 11-8 | 3.         | kiesett           | kiesett           | kiesett           | kiesett           | 9.       |

Vegyes
| Versenyző                                               | Versenyszám  | 1. forduló | 1. forduló | 2. forduló                                                     | Negyeddöntő       | Elődöntő          | Bronzmérkőzés     | Döntő             | Helyezés |
| Versenyző                                               | Versenyszám  | Csoportmérkőzések | Hely.      | 2. forduló                                                     | Negyeddöntő       | Elődöntő          | Bronzmérkőzés     | Döntő             | Helyezés |
| Versenyző                                               | Versenyszám  | Ellenfél Eredmény | Hely.      | Ellenfél Eredmény                                              | Ellenfél Eredmény | Ellenfél Eredmény | Ellenfél Eredmény | Ellenfél Eredmény | Helyezés |
| ------------------------------------------------------- | ------------ | --- | ---------- | -------------------------------------------------------------- | ----------------- | ----------------- | ----------------- | ----------------- | -------- |
| Európa 2 · Maria Xiao (POR) · Emilien Vanrossomme (BEL) | Vegyes páros | Nemzetközi 3 · Lily Phan (AUS) · Luis Mejia (ESA) · 3-0, 3-0, 3-0 Franciaország · Celine Pang (FRA) · Simon Gauzy (FRA) · 3-0, 1-3, 1-3 Európa 6 · Alex Galic (SLO) · Stefan Leitgeb (AUT) · 3-0, 3-1, 3-2 | 2. Q       | Nemzetközi 1 Gu Yuting (CHN) · Adem Hmam (TUN) · 0-3, 3-2, 2-3 | kiesett           | kiesett           | kiesett           | kiesett           | 9.       |

## Atlétika
Fiú
| Carlos Manuel Sampaio Nascimento | 100 m | 11.02 | 10 QB | 10.79 | 9. |

## Evezés
Lány
| Versenyző                  | Versenyszám  | Előfutam | Előfutam | Középdöntő/Vigaszág | Középdöntő/Vigaszág | Elődöntő | Elődöntő | Elődöntő | Döntő | Döntő   | Döntő | Helyezés |
| Versenyző                  | Versenyszám  | Idő      | Hely.    | Idő                 | Hely.               | Típus    | Idő      | Hely.    | Típus | Idő     | Hely. | Helyezés |
| -------------------------- | ------------ | -------- | -------- | ------------------- | ------------------- | -------- | -------- | -------- | ----- | ------- | ----- | -------- |
| Patricia Rodrigues Batista | Egypárevezős | 4:05.64  | 5.       | 4:11.61             | 3.                  | C/D      | 4:19.49  | 5.       | D     | 4:16.08 | 3.    | 20.      |

## Kajak-kenu
Fiú
| Versenyző             | Versenyszám          | Időfutam | Időfutam | 1. forduló                           | 2. forduló (reményfutam) | 3. forduló                                  | 4. forduló        | 5. forduló        | Döntő             |
| Versenyző             | Versenyszám          | Idő      | Hely     | Ellenfél Eredmény                    | Ellenfél Eredmény        | Ellenfél Eredmény                           | Ellenfél Eredmény | Ellenfél Eredmény | Ellenfél Eredmény |
| --------------------- | -------------------- | -------- | -------- | ------------------------------------ | ------------------------ | ------------------------------------------- | ----------------- | ----------------- | ----------------- |
| João Barbosa da Silva | kajak szlalom, egyes | 1:40.42  | 10.      | Tótka Sándor (HUN) · 1:42.73-1:45.40 |                          | Guillaume Bernis (FRA) · 1:41.11-1:29.62    |                   |                   |                   |
| João Barbosa da Silva | kajak sprint, egyes  | 1:33.68  | 9.       | Simon Brus (SLO) · 1:32.59-1:33.97   |                          | Renier Mora Jiménez (CUB) · 1:34.04-1:33.65 |                   |                   |                   |

Lány
| Versenyző               | Versenyszám          | Időfutam | Időfutam | 1. forduló                               | 2. forduló (reményfutam)                     | 3. forduló                                | 4. forduló        | 5. forduló        | Döntő             |
| Versenyző               | Versenyszám          | Idő      | Hely     | Ellenfél Eredmény                        | Ellenfél Eredmény                            | Ellenfél Eredmény                         | Ellenfél Eredmény | Ellenfél Eredmény | Ellenfél Eredmény |
| ----------------------- | -------------------- | -------- | -------- | ---------------------------------------- | -------------------------------------------- | ----------------------------------------- | ----------------- | ----------------- | ----------------- |
| Christina Blake Pedroso | kajak sprint, egyes  | 1:46.79  | 10.      | Kerry Segal (RSA) · 1:47.64-1:45.66      | Jazmyne Denhollander (CAN) · 1:46.65-2:15.57 | Kerry Segal (RSA) · 1:48.35-1:46.38       |                   |                   |                   |
| Christina Blake Pedroso | kajak szlalom, egyes | 1:57.34  | 14.      | Mariya Kichasova (UKR) · 1:53.90-1:48.71 |                                              | Pavlina Zasterova (CZE) · 1:54.18-1:39.88 |                   |                   |                   |

## Kerékpározás
| Nemzet                                                                                                 | Hegyi kerékpározás | Hegyi kerékpározás | Időfutam | Időfutam | BMX     | BMX     | Mezőnyverseny | Pontszám | Helyezés |
| Nemzet                                                                                                 | Fiú                | Lány               | Fiú      | Lány     | Fiú     | Lány    | Mezőnyverseny | Pontszám | Helyezés |
| --- | ------------------ | ------------------ | -------- | -------- | ------- | ------- | ------------- | -------- | -------- |
| Joao Tago Cancela Leal Magda Soraia Fernandes Martins Rafael Ferreira Reis Rodrigo Jose Jeronimo Gomes | 72 (22.)           | 30 (10.)           | 1 (1.)   | 40 (21.) | 72 (7.) | 40 (5.) | 5 (2.)        | 260      | 9.       |

## Taekwondo
Fiú
| Versenyző   | Versenyszám | Nyolcaddöntő               | Negyeddöntő                    | Elődöntő               | Döntő                       | Helyezés |
| Versenyző   | Versenyszám | Ellenfél Eredmény          | Ellenfél Eredmény              | Ellenfél Eredmény      | Ellenfél Eredmény           | Helyezés |
| ----------- | ----------- | -------------------------- | ------------------------------ | ---------------------- | --------------------------- | -------- |
| Mário Silva | 63 kg       | Jehudiel Kiki (BEN) · 18-0 | Vladislav Arventii (MDA) · 5-3 | Bert Sungu (TUR) · 5-3 | Byeong Deok Seo (KOR) · 5-9 |          |

## Torna
Lány
Összetett egyéni és szerenkénti versenyszámok
| Versenyző    | Versenyszám    | Selejtező | Selejtező      | Selejtező | Selejtező | Selejtező | Selejtező | Döntő   | Döntő          | Döntő   | Döntő   | Döntő    | Döntő    |
| Versenyző    | Versenyszám    | Ugrás     | Felemás korlát | Gerenda   | Talaj     | Összesen  | Helyezés  | Ugrás   | Felemás korlát | Gerenda | Talaj   | Összesen | Helyezés |
| ------------ | -------------- | --------- | -------------- | --------- | --------- | --------- | --------- | ------- | -------------- | ------- | ------- | -------- | -------- |
| Filipa Choon | Összetett      | 13.150    | 10.700         | 12.400    | 12.050    | 48.300    | 29.       | kiesett | kiesett        | kiesett | kiesett | kiesett  | kiesett  |
| Filipa Choon | Ugrás          | 13.150    |                |           |           | 13.150    | 24.       | kiesett | kiesett        | kiesett | kiesett | kiesett  | kiesett  |
| Filipa Choon | Felemás korlát |           | 10.700         |           |           | 10.700    | 32.       | kiesett | kiesett        | kiesett | kiesett | kiesett  | kiesett  |
| Filipa Choon | Gerenda        |           |                | 12.400    |           | 12.400    | 26.       | kiesett | kiesett        | kiesett | kiesett | kiesett  | kiesett  |
| Filipa Choon | Talaj          |           |                |           | 12.050    | 12.050    | 25.       | kiesett | kiesett        | kiesett | kiesett | kiesett  | kiesett  |

## Triatlon
Fiú
| Versenyző                | Versenyszám | Úszás | Depózás | Kerékpározás | Depózás | Futás | Összesítés | Helyezés |
| ------------------------ | ----------- | ----- | ------- | ------------ | ------- | ----- | ---------- | -------- |
| Miguel Valente Fernandes | Egyéni      | 8:42  | 0:30    | 28:40        | 0:22    | 16:58 | 55:12.57   | 4.       |

Lány
| Versenyző          | Versenyszám | Úszás | Depózás | Kerékpározás | Depózás | Futás | Összesítés | Helyezés |
| ------------------ | ----------- | ----- | ------- | ------------ | ------- | ----- | ---------- | -------- |
| Raquel Mafra Rocha | Egyéni      | 10:02 | 0:37    | 32:58        | 0:32    | 22:00 | 1:06:09.22 | 18.      |

Vegyes
| Versenyző                                                                                                 | Versenyszám  | Versenyzők ideje | Versenyzők ideje | Versenyzők ideje | Versenyzők ideje | Összesítés | Összesítés |
| Versenyző                                                                                                 | Versenyszám  | Idő 1            | Idő 2            | Idő 3            | Idő 4            | Össz. idő  | Helyezés   |
| --- | ------------ | ---------------- | ---------------- | ---------------- | ---------------- | ---------- | ---------- |
| Európa 1 · Dudás Eszter (HUN) · Miguel Valente Fernandes (POR) · Fanny Beisaron (ISR) · Alois Knabl (AUT) | Vegyes váltó | 20:46            | 18:58            | 21:11            | 18:56            | 1:19:51.42 |            |
| Európa 5 · Charlotte Deldaele (BEL) · Andriy Sirenko (UKR) · Raquel Mafra Rocha (POR) · Diego Paz (ESP)   | Vegyes váltó | 20:48            | 19:26            | 23:05            | 20:30            | 1:23:49.96 | 10.        |

## Úszás
Fiú
| Versenyző     | Versenyszám          | Előfutam | Előfutam | Elődöntő | Elődöntő | Döntő   | Döntő    |
| Versenyző     | Versenyszám          | Idő      | Hely.    | Idő      | Hely.    | Idő     | Helyezés |
| ------------- | -------------------- | -------- | -------- | -------- | -------- | ------- | -------- |
| Gustavo Santa | 100 m-es gyorsúszás  | 53.76    | 37.      | kiesett  | kiesett  | kiesett | kiesett  |
| Gustavo Santa | 200 m-es gyorsúszás  | 1:55.69  | 24.      | kiesett  | kiesett  | kiesett | kiesett  |
| Gustavo Santa | 400 m-es gyorsúszás  | 4:07.01  | 20.      | kiesett  | kiesett  | kiesett | kiesett  |
| Alexis Santos | 50 m-es hátúszás     | N/A      | N/A      | 26.62    | 4. Q     | 26.86   | 6.       |
| Alexis Santos | 100 m-es hátúszás    | 57.45    | 7. Q     | 58.06    | 15.      | kiesett | kiesett  |
| Alexis Santos | 200 m-es hátúszás    | 2:07.68  | 13.      | N/A      | N/A      | kiesett | kiesett  |
| Alexis Santos | 200 m-es vegyesúszás | 2:08.38  | 19.      | kiesett  | kiesett  | kiesett | kiesett  |

Lány
| Versenyző     | Versenyszám          | Előfutam | Előfutam | Elődöntő | Elődöntő | Döntő   | Döntő    |
| Versenyző     | Versenyszám          | Idő      | Hely.    | Idő      | Hely.    | Idő     | Helyezés |
| ------------- | -------------------- | -------- | -------- | -------- | -------- | ------- | -------- |
| Ana Rodrigues | 50 m-es mellúszás    | 32.75    | 4. Q     | 32.30    | 3. Q     | 32.49   |          |
| Ana Rodrigues | 50 m-es gyorsúszás   | 27.20    | 20.      | kiesett  | kiesett  | kiesett | kiesett  |
| Ana Rodrigues | 100 m-es mellúszás   | 1:15.31  | 24.      | kiesett  | kiesett  | kiesett | kiesett  |
| Ana Rodrigues | 200 m-es mellúszás   | 2:46.84  | 18.      | N/A      | N/A      | kiesett | kiesett  |
| Maria Rosa    | 50 m-es gyorsúszás   | 28.38    | 36.      | kiesett  | kiesett  | kiesett | kiesett  |
| Maria Rosa    | 100 m-es gyorsúszás  | 59.45    | 30.      | kiesett  | kiesett  | kiesett | kiesett  |
| Maria Rosa    | 100 m-es mellúszás   | 1:16.40  | 26.      | kiesett  | kiesett  | kiesett | kiesett  |
| Maria Rosa    | 200 m-es vegyesúszás | 2:24.23  | 17.      | kiesett  | kiesett  | kiesett | kiesett  |

## Vitorlázás
Fiú
| Versenyző     | Versenyszám                    | Futam | Futam | Futam | Futam | Futam | Futam | Futam | Futam | Futam | Futam | Futam | Futam   | Futam   | Futam   | Futam   | Futam | Pontszám | Helyezés |
| Versenyző     | Versenyszám                    | 1     | 2     | 3     | 4     | 5     | 6     | 7     | 8     | 9     | 10    | 11    | 12      | 13      | 14      | 15      | 16    | Pontszám | Helyezés |
| ------------- | ------------------------------ | ----- | ----- | ----- | ----- | ----- | ----- | ----- | ----- | ----- | ----- | ----- | ------- | ------- | ------- | ------- | ----- | -------- | -------- |
| Gonçalo Pires | Egyszemélyes dinghy (Byte CII) | 1     | 8     | 14    | 5     | 16    | 14    | 26    | 11    | 16    | 11    | 3     | törölve | törölve | törölve | törölve | 17    | 142      | 10.      |

Lány
| Versenyző   | Versenyszám                    | Futam | Futam | Futam | Futam | Futam | Futam | Futam | Futam | Futam | Futam | Futam | Futam   | Futam   | Futam   | Futam   | Futam | Pontszám | Helyezés |
| Versenyző   | Versenyszám                    | 1     | 2     | 3     | 4     | 5     | 6     | 7     | 8     | 9     | 10    | 11    | 12      | 13      | 14      | 15      | 16.   | Pontszám | Helyezés |
| ----------- | ------------------------------ | ----- | ----- | ----- | ----- | ----- | ----- | ----- | ----- | ----- | ----- | ----- | ------- | ------- | ------- | ------- | ----- | -------- | -------- |
| Inês Sobral | Egyszemélyes dinghy (Byte CII) | 17    | 8     | 25    | 22    | 6     | 10    | 16    | 5     | 5     | 26    | 10    | törölve | törölve | törölve | törölve | 23    | 173      | 15.      |

## Fordítás
Ez a szócikk részben vagy egészben  a   Portugal at the 2010 Summer Youth Olympics című angol Wikipédia-szócikk fordításán alapul.  Az eredeti cikk szerkesztőit annak laptörténete sorolja fel. Ez a jelzés csupán a megfogalmazás eredetét és a szerzői jogokat jelzi, nem szolgál a cikkben szereplő információk forrásmegjelöléseként.